# John Gurwood

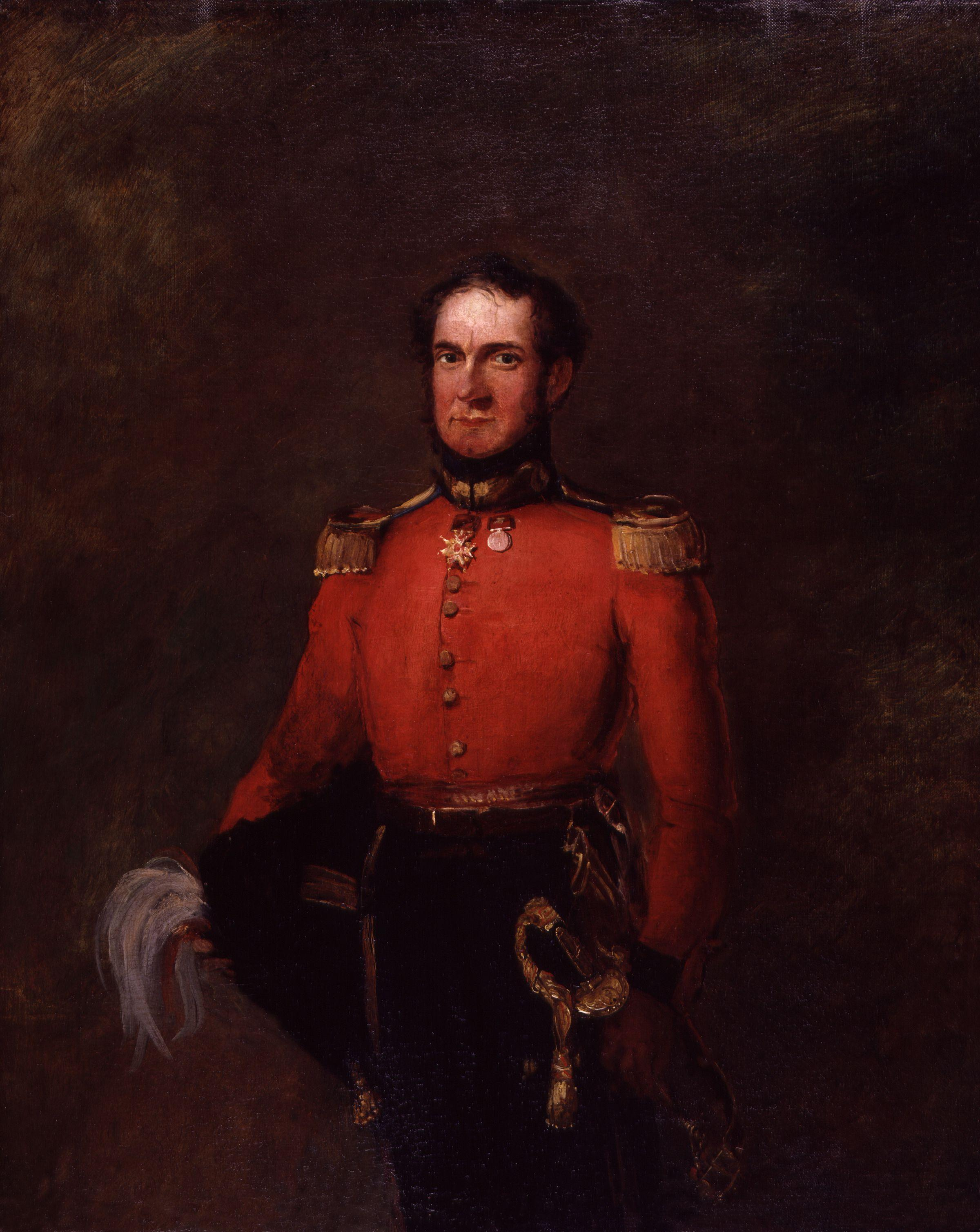
Porträt John Gurwoods von William Salter, 1834–1840

John Gurwood (* 1790; † 25. Dezember 1845 in Brighton) war ein britischer Offizier. Er nahm an den Napoleonischen Kriegen teil und wurde bekannt als Herausgeber von Wellingtons Depeschen.

## Leben
John Gurwood wurde auf Wunsch seines Vaters zuerst Kaufmannslehrling. Eine unglückliche Liebe trieb ihn aber 1808 zum Militär, um unter dem Waffenlärm den Schmerz zu vergessen. Am 30. März 1808 trat er als Ensign in das  52nd (Oxfordshire) Regiment of Foot ein und machte die Napoleonischen Kriege auf der Iberischen Halbinsel mit, wo er sich durch seine Tapferkeit und seine genaue Kenntnis der spanischen und französischen Sprache auszeichnete. 1811 wurde er bei Sabugal das erste Mal verwundet. Bei der Erstürmung von Ciudad Rodrigo am 19. Januar 1812 führte er eine der beiden freiwilligen Vorhuten (forlorn hope), die dazu bestimmt waren, den Feind aus den Breschen, die dieser hartnäckig verteidigte, zu vertreiben. Gurwood erhielt eine schwere Kopfwunde, fiel und lag eine Weile bewusstlos, kam jedoch wieder zu sich und erklomm die Bastion. Innerhalb der Festung rettete er einen französischen Offizier, den ein irischer Soldat mit dem Bajonett niederstoßen wollte, indem er ihn zum Gefangenen machte. Dieser führte ihn daraufhin zu einem Turm, wo der Kommandant, General Jean Léonard Barrié, sich mit mehreren anderen französischen Offizieren befand, der sich ergab. Als Gurwood den Kommandanten zu Arthur Wellesley, 1. Duke of Wellington geleitete, überreichte dieser ihm dessen Degen mit den Worten: „Nehmen Sie den Degen, Ihnen kommt es zu, ihn zu tragen.“ Dies war eine im britischen Heer sehr seltene Auszeichnung. Gurwood trug den Degen fortan, nachdem ihm die dazu erforderliche spezielle Erlaubnis erteilt wurde. 
Nach der Erstürmung von Ciudad Rodrigo bekam Gurwood eine Stelle als Captain des Royal African Corps, auch wurde er Adjutant des Lord Edward Somerset. Dann wechselte er zu einem britischen Kavallerieregiment, den 9th Light Dragoons, und wurde dort Brigademajor der Household Cavalry, die gerade auf der Iberischen Halbinsel eingetroffen war. Später nahm er mit dem Korps des Generalmajors John Lambert, das zur 6. Infanteriedivision gehörte, an den Schlachten von Nivelle (10. November 1813), Nive (9.–13. Dezember 1813), Orthez (27. Februar 1814) und Toulouse (10. April 1814) teil. Er gehörte zu jenen Offizieren, die nach dem Kriegsgericht gegen Colonel George Augustus Quentin (Oktober 1814) zum Kavallerieregiment 10th Royal Hussars versetzt wurden. Gurwood diente ferner als Adjutant von Sir Henry Clinton, als dieser Stellvertreter des Fürsten von Oranien in den Niederlanden war. Kurzzeitig war Gurwood  auch Generalquartiermeister im Hauptquartier des Fürsten. In der Schlacht bei Waterloo (18. Juni 1815) wurde er abermals schwer verwundet und infolgedessen unfähig, in auswärtigen Diensten tätig zu sein. Er kehrte nach England zurück und wurde 1817 Brevet-Major sowie 1827 Lieutenant-Colonel. 1822 wurde er auf Halbsold pensioniert und später vom Herzog von Wellington zum Privatsekretär ernannt. Im November 1841 avancierte er zum Brevet-Colonel und wurde nach dem Tod des Earl of Munster (März 1842) vom Herzog von Wellington zum Vizekommandanten des Tower of London ernannt.
1834 begann Gurwood die bis zu seinem Lebensende andauernde Herausgabe des Werkes, durch das sein Name in weiteren Kreisen bekannt wurde: The Despatches of Field Marshal the Duke of Wellington during his various Campaigns in India, Denmark, Portugal, Spain, the Low Countries and France from 1799 to 1818 (13 Bände). Es handelt sich um eine Sammlung von Wellingtons Depeschen, Tagesbefehlen und Berichten, die sich auf den Kampf des britischen Heeres gegen Napoleon Bonaparte beziehen. Obgleich derart voluminös, fand das Werk doch eine überraschend reißende Abnahme. Eine zweite Ausgabe wurde bald erforderlich, und eine Kurzausgabe in einem Band musste veröffentlicht werden, um die Nachfrage des zahlreichen Teils des Publikums zu befriedigen, der sich nicht das ganze Werk anschaffen konnte. Die Publikation der Depeschen trug wesentlich dazu bei, die in England sehr gesunkene Popularität des Herzogs von Wellington wieder zu heben. Für seine literarische Tätigkeit erhielt Gurwood eine jährliche Beamtenpension von 200 Pfund.
In der zweiten Ausgabe von Napiers History of the Peninsular War (1840) wurde die Angabe eines 1839 inzwischen verstorbenen Majors eingerückt, dass der Kommandant von Ciudad Rodrigo sich ihm und nicht Gurwood ergeben habe. Indem Gurwood nur zufällig unter den Depeschen einen an den Herzog gerichteten Brief fand, von dem er vermutete, dass es ein Schreiben desselben französischen Offiziers sei, dem er zu Ciudad Rodrigo das Leben gerettet hatte, wandte er sich an ihn, und es stellte sich heraus, dass er wirklich derselbe Mann war, von dem als Augenzeugen er auch eine vollständige Bestätigung über den Vorgang erhielt. Gurwood veröffentlichte diesen Sachverhalt in der Broschüre Major General Napier and Colonel Gurwood (London 1845).
Die angestrengte Arbeit an der Herausgabe von Wellingtons Depeschen und die Nachwirkungen seiner während seiner früheren Kriegstätigkeit erhaltenen Wunden untergruben Gurwoods Gesundheit. Am Weihnachtstag 1845 beging er im Alter von 55 Jahren Selbstmord in Brighton, wohin er sich zur Wiederherstellung seiner Gesundheit begeben hatte.